# Леся Українка і неоязичницький світогляд
Леся Українка і неоязичницький світогляд розглядається в контекстах художнього, наукового та релігійного поглядів, що можуть як конфліктувати між собою, так і вступати у діалог, породжуючи спільні сенси. Підставою для цих естетичних та етичних пошуків є три напрямки інтелектуальної спадщини письменниці: художні твори, розвідки з фольклористики і теоретичні праці на тему історії. На тлі цього, в окремих випадках, Лесю Українку тлумачать як постать, що стоїть у витоків вітчизняного неоязичництва.

## Наукові концепції

### Аналіз художніх текстів
Дослідники розглядають маркери язичницької культури в кількох творах Лесі України. Деякі з них містять прямі згадки рідновірських богів (наприклад, вірш «Порвалася нескінчена розмова…», що увійшов до збірки «Думи і мрії» наводить ім'я Перуна). Проте головну увагу зосереджують на п'єсі «Лісова пісня», яка висвітлює ряд первісних мотивів: культурного героя, космогонічний міф, хліборобський календарний міф, міф смерті і воскресіння, есхатологічний міф тощо.
Передбачається, що уявлення про демонічних істот в традиційному українському фольклорі поєднують міфологічну складову (первісне колективне уявлення про світ з обов'язковим надприродним компонентом) та християнську. А персонажі народної демонології можуть являти собою видозмінені з часом постаті паганського пантеону. Так одним з трактувань русалок представлених у драмі-феєрії «Лісова пісня» є богині водоймищ. А згідно концепції Наталії Тяпкіної русалка і потерчата є так званими «своїми мерцями», контакт із якими позбавлений страху і відрази, що означує їх складовою культу предків, як давньої форми релігії.
Дослідниця Галина Вишневська вважає, що українська лексика розрізняє демонологічних персонажів за християнськими та язичницькими компонентами світогляду. До перших належать такі назви як демон, Диявол, Сатана тощо. До других — відьма, русалка, мавка, чорт та ін. Саме персонажі другої групи представлені як дійві особи в творчості Лесі Українки.
На думку Ніли Зборовської запропоновані у «Лісовій пісні» фольклорні персонажі — стихійні духи, які нагадують античних. Відтак вписують у архетипічні образи язичницьких божеств поширених у різних культурах світу.
Припускають, що висвітлюючи казкові мотиви Леся Українка спиралася на дитячі спогади, власні етнологічні розвідки та аналіз фольклору Польщі, Білорусі і Росії. Крім того образ мавки в творчій уяві формувався під впливом опису дріад, як покровительок дерев.
Окрім персоніфікованих фігур виразну складову язичницького світогляду у «Лісовій пісні» виконує мотив Світового дерева. Ця символічна модель Всесвіту поєднує різні виміри буття і виступає в образі дубу. Також п'єса проводить паралелі із культом рослин, що пов'язаний у світовій міфології із жіночими божествами.

### Релігієзнавчий погляд
Формування неоязичницьких течій в Європі характерне для 19 століття і нерозривно пов'язане із романтизацією національного минулого. Культура модернізму виступала інструментом для ілюстрації та популяризації таких світоглядних концепцій. Цьому сприяла хвиля інтересу до фольклорних джерел. При цьому нерідко збирачі народної пам'яті були також поетами і поєднували ці зацікавлення у спільних практиках. А язичницькі мотиви відкрили новий простір для художніх здобутків.
Існує припущення, що в українському модернізмі неоязичництво пережило три періоди піднесення, один з яких випадає на час написання «Лісової пісні». Те, що Леся Українка надавала виняткове значення цьому твору на тлі іншого свого художнього доробку сформувало версію, що в ньому вона втілила авторську модель язичництва. Відповідно до цього задуму письменниця прагнула створити символічний простір, який органічно поєднає давні архетипи, ритуальні форми, міфологічні моделі, культурний досвід пізнішого людського суспільства та ідеальне уявлення про високу духовність.
Такі інтелектуальні стратегії розвивали ідею пошуку гармонії у зближенні з природою, спираючись на народні уявлення з елементами язичницького світосприйняття. Проте, ще перед написанням «Лісової пісні» у 1890 році Леся Українка опублікувала курс «Стародавня історія східних народів». Тарас Беднарчик вважає, що висловлена там концепція про схожість культури слов'ян та індійських аріїв заклала формування рідновірських світоглядних систем 20 століття.
Як зазначає Олег Гуцуляк, в українському неоязичництві відсутнє джерело топосу, що виражає ортодоксальний релігійний ідеалістичний світогляд. Його роль займають художні твори митців. Творчий доробок Лесі Українки посідає тут головну роль, а сама авторка набуває статусу «пророчиці», попередниці з «відродження рідної віри». В цій думці дослідник спирається на позицію Миколи Зерова, згідно якої в таких творах як «Грішниця», «Одержима», «В катакомбах», письменниця висловлює ніцшеанський протест проти християнського впокорення особистості, об'єднаний з поганським культом природи.

## Позиція рідновірів
Леся Українка посідала одне з головних місць у відродженні української духовності, згідно із поглядами основоположника Віри Предків Володимира Шаяна. Він називав її «просвітленою». Вважав, що життєвий простір твору «Лісова пісня» існує згідно світогляду Ріґведи. На думку ідеолога рідновір'я письменниця приділяла особливу увагу дохристиянській релігії України, яку називала «релігією батьків своїх» та мріяла написати поему про Перуна.
До постатей, чия діяльність стала предтечею рідновір'я, окрім Лесі Українки Галина Лозко зараховує «Руську трійцю», Тараса Шевченка, Івана Франка та Михайла Коцюбинського.

## Критика
Критику щодо спроб вписати художній доробок Лесі Українки в межі рідновірських догматів висловлювала Оксана Забужко. На її думку, спекуляції щодо язичницької чи атеїстичної позиції письменниці могли виникнути через те, що Леся Українка намагалася уникнути будь-яких зв'язків із клерикалізмом, символом якої в той час була «російська Церква».